# МиГ-АТ
МиГ-АТ (изделие 821, англ. Advanced Trainer) — российский реактивный учебно-тренировочный самолёт ОКБ МиГ.
Разрабатывался для замены чешских Аэро Л-29 и Л-39 в российских учебных подразделениях ВВС.
После проигрыша конкурса (в котором победил Як-130) МиГ-АТ некоторое время предлагался на экспорт, однако к 2010 году, не найдя ни одного клиента, заинтересованного в доводке машины, все работы прекратили.
На заводе «Знамя Труда» в Москве по состоянию на 2020 год оставался производственный задел на несколько экземпляров установочной партии и хранилась оснастка для производства МиГ-АТ. Однако в связи с переносом авиастроительного производства из Москвы в Луховицы возобновление производства МиГ-АТ даже при наличии заказчика и финансирования представляется маловероятным.

## Модификации
| Название модели | Краткие характеристики, отличия. |
| --------------- | --- |
| МиГ-АТБ         | Экспортный вариант лёгкого ударного истребителя.                                                                                          |
| МиГ-АТР         | Учебная версия для Российских ВВС. |
| МиГ-АТФ         | Учебная экспортная версия (с французскими двигателями и авионикой). Двигатели для этой модели разработаны южнокорейским концерном Daewoo. |

## Лётно-технические характеристики

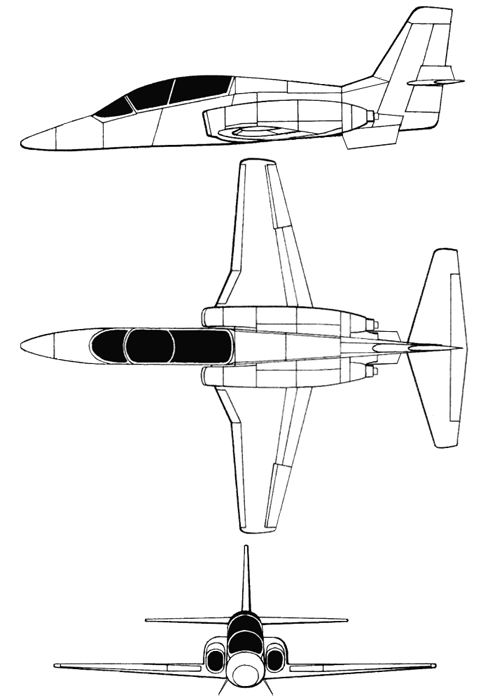
МиГ-АТ

|                                         | МиГ-АТР        | МиГ-АТФ        |
| Тип двигателей                          | РД-1700        | Larzac 04R20   |
| Тяга на взлёте, кгс                     | 2x1700         | 2x1440         |
| Длина самолёта, м                       | 12,01          | 12,01          |
| Размах крыла, м                         | 10,16          | 10,16          |
| Высота самолёта, м                      | 4,01           | 4,01           |
| Взлётная масса, кг:                     |                |                |
| — нормальная                            | 6800           | 6800           |
| — максимальная                          | 8300           | 8300           |
| Запас топлива во внутренних баках, кг   |                |                |
| — нормальный                            | 850            | 850            |
| — максимальный                          | 1680           | 1680           |
| Запас топлива в ПТБ, кг                 | 2х470          | 2х470          |
| Максимальная скорость полёта, км/ч:     |                |                |
| — у земли                               | 850            | 850            |
| — на большой высоте                     | 850            | 850            |
| Максимальное число М                    | 0,8            | 0,8            |
| Практический потолок, м                 | 14 000         | 12 500         |
| Максимальная скороподъёмность, м/с      | 81,7           | 63,3           |
| Максимальная перегрузка, G              | 8              | 8              |
| Перегоночная дальность полёта, км:      |                |                |
| — без ПТБ                               | 2000           | 2000           |
| — с 2 ПТБ                               | 3000           | 3000           |
| Продолжительность полёта с ПТБ, ч       | 4,3            | 4,3            |
| Вооружение:                             |                |                |
| Число точек подвески вооружения         | 5              | 5              |
| Пушка ГШ-23Л калибра 23 мм в контейнере | УПК-23-250     | УПК-23-250     |
| Калибр авиабомб, кг                     | 50-500         | 50-500         |
| Блоки НАР С-8 калибра 80 мм             | 2хБ-8М1, Б-8С7 | 2хБ-8М1, Б-8С7 |